# Българи в Република Южна Африка
Българите в ЮАР са между 20 000 и 50 000 души. В Йоханесбург живеят около 25 000 души, в Кейптаун около 5000 души.

## Култура
На 30 ноември 2004 година към българската детска градина „Камелини Монтесори“ в Йоханесбург е основано българско училище.
На 18 януари 2009 година в град Мидранд, предградие в Градски окръг Йоханесбург, е открито българско неделно училище „Слънчо“, в което се изучава български език и литература, история и география на България от 1 до 4 клас.

### Дружества
Български дружества са:
- Български културен и християнски център, Йоханесбург (от 1996),
- Свободна християнска организация „България“, Кейптаун (от 2004).

### Електронни медии
„Алманах“ – информационно месечно издание на Свободна християнска организция „България“, Кейптаун (от 2004)

### Културни формации
Християнска и културна организация „Балкан“, Кейптаун

### Училища
Български училища са:
- Българско неделно училище „Слънчо“, Йоханесбург (от 2009),
- Българско неделно училище „Зорница“, Кейптаун (от 2011)[7].